# Titkaim
A Titkaim Katona Klári 1981-ben megjelent nagylemeze, melyet a Pepita adott ki. Katalógusszáma: SLPX 17671.
Eredetileg úgy tervezték, hogy Presser Gábor zenéire Demjén Ferenc fog szövegeket írni, de mivel a szövegek nem készültek el, így Sztevanovity Dusánt kérték fel a munkára.

## Az album dalai

### A oldal
1. Miért nem próbálod meg velem? [Sztevanovity/Presser] 3:12
2. Hello... [Sztevanovity/Presser] 6:05
3. Miért fáj a szív? [Sztevanovity/Presser] 4:56
4. Miért ne? [Sztevanovity/Presser] 4:45
5. Miért nem próbálod meg velem? [Reprise] [Sztevanovity/Presser] 1:09

### B oldal
1. Titkos szobák szerelme [Sztevanovity/Presser] 4:18
2. Szeretni úgy kell [Sztevanovity/Presser] 1:37
3. Egyszer volt... [Sztevanovity/Presser] 5:12
4. Gömbölyű dal [Sztevanovity/Somló] 4:55
5. Vigyél el [Sztevanovity/Presser] 4:07